# Lecophagus fasciculatus
Lecophagus fasciculatus är en svampart som beskrevs av M.W. Dick 1990. Lecophagus fasciculatus ingår i släktet Lecophagus, ordningen skålsvampar, klassen Pezizomycetes, divisionen sporsäcksvampar och riket svampar.   Inga underarter finns listade i Catalogue of Life.